# إيفان كوليف (لاعب كرة قدم)
إيفان كوليف هو لاعب كرة قدم بلغاري في مركز الهجوم، ولد في 15 أكتوبر 1995 في كازنلاك في بلغاريا. لعب مع OFC Nesebar ‏.

## وصلات خارجية
- إيفان كوليف (لاعب كرة قدم) على موقع قاعدة بيانات كرة القدم.إي يو (الإنجليزية)
- إيفان كوليف (لاعب كرة قدم) على موقع Soccerway.com (الإنجليزية)